# MGM-134 Midgetman
Il programma Midgetman, lanciato negli anni ottanta del XX secolo dagli USA, verteva su un missile balistico intercontinentale (ICBM) leggero, installato su lanciatore mobile corazzato e ruotato. Similmente ad altri programmi militari statunitensi questo missile balistico mobile è stato cancellato dalla fase di sviluppo dopo la fine della Guerra fredda. Avrebbe avuto una gittata di oltre 10 000 km, ed era armato con una singola testata nucleare all'idrogeno, a rientro indipendente.

## Storia del progetto
Verso la prima metà degli anni ottanta l'U.S. Air Force emise un requisito relativo a un piccolo ICBM trasportabile e lanciabile da veicoli stradali. Negli Stati Uniti si incominciava a temere che i missili balistici intercontinentali posizionati nei silo fissi fossero intrinsecamente vulnerabili agli attacchi a sorpresa, a causa della crescente precisione dei missili lanciati dai sommergibili nucleari lanciamissili (SSBN) sovietici. Inoltre esisteva la crescente minaccia che l'Unione Sovietica potesse lanciare un primo attacco (First Strike) utilizzando un gran numero di missili lanciati dai sommergibili, posizionati al largo della costa occidentale degli USA, o nelle acque del Mare del Nord. Tale attacco avrebbe distrutto la maggior parte delle forze strategiche americane prima che potessero essere utilizzate. Disponendo di un missile balistico mobile, che non poteva facilmente essere preso di mira dalle forze strategiche sovietiche, si sarebbe salvaguardata la componente terrestre strategica americana. Inoltre lo sviluppo di tale missile rappresentava la risposta allo schieramento dei missili balistici sovietici mobili SS-24 (lanciabile da carri ferroviari) o SS-25 (lanciabile da veicoli stradali).
La Commissione "Scowcroft" iniziò i lavori di definizione del nuovo missile nel 1984, terminandoli nei primi mesi del 1986, quando raccomandò lo sviluppo di un nuovo missile leggero dotato di un singolo veicolo di rientro. Il presidente Ronald Reagan autorizzò la Martin Marietta a sviluppare il nuovo SICBM (Small Intercontinental Ballistic Missile) nel dicembre dello stesso anno. Il missile fu ufficialmente designato XMGM-134A, ed ufficiosamente Midgetman.
All'inizio del 1987 il programma SICBM era riservato a un missile con configurazione tipo-MX (LGM-118 Peacekeeper) a tre stadi a combustibile solido, dotato di Post-Boost Control System alimentabile da combustibile liquido conservato per tale scopo. Il previsto peso al lancio iniziale di 30 000-33 000 lb venne abbandonato a favore di un veicolo leggermente più lungo, pesante circa 37 000 lb, in cui gli stadi principali avrebbero dovuto essere costruiti in grafite per ridurre il peso. La prima fase del contratto di sviluppo assegnò la costruzione del primo stadio alla Morton Thiokol, mentre l'Aerojet ebbe la responsabilità del secondo, e la Hercules del terzo. La contraente generale del programma sarebbe stata la Martin Marietta, mentre la Boeing ricevette il contratto relativo allo sviluppo veicolo di lancio HML (Hardened Mobile Launcher).
Per motivi di standardizzazione venne adottata la testata termonucleare W87-1 da 475 chilotoni, utilizzata anche sul missile LGM-118 nella versione standard W87.
Furono previsti in totale 16 lanci di prova, ma dopo i primi due lanci sperimentali nessuno dei successivi quattordici ebbe luogo.
A causa della fine della guerra fredda, così come tanti altri nuovi programmi relativi ad armi nucleari degli Stati Uniti, lo sviluppo del missile SICBM fu sospeso dal Presidente George H. W. Bush nel settembre 1991, dopo la firma del trattato START-1 con l'Unione Sovietica, avvenuta il 31 luglio dello stesso anno e definitivamente cancellato nel gennaio del 1992.

## Tecnica

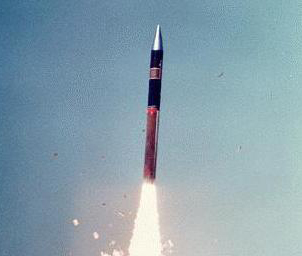
Lancio del prototipo del missile MGM-134 Midgetman.

Il design dell'XMGM-134A verteva su un missile a tre stadi a propellente solido, lanciabile con sistema a freddo, in cui veniva utilizzata la pressione del gas per espellere il missile dal contenitore di lancio. Il primo stadio si accendeva solamente quando il missile era completamente fuori dal contenitore. Il missile era dotato di un'autonomia di circa 11 000 chilometri (6 800 miglia). La testata comprendeva un singolo veicolo di rientro Mk 21 dotato di testata termonucleare W87-1, pesante 500 kg, e della potenza di 475 kiloton. Il sistema di guida inerziale del missile garantiva una precisione CEP di circa 90 m.
Il prototipo del veicolo mobile HML (Hard Mobile Launcher), prodotto dalla Boeing (in team con Goodyear e Loral Corporation), si componeva di un trattore a quattro assi e otto ruote con un semirimorchio a tre assi. Gli pneumatici a carcassa radiale assicuravano al complesso una velocità massima di 96 km/h su strada. Il veicolo era lungo 28 m, largo 3,65 m, alto 1,80 m, e pesava tra le 75 e le 90 tonnellate. La propulsione inizialmente era affidata a due motori diesel PACCAR Defense System Company da 750 hp che azionavano tutte le 14 ruote motrici, in seguito sostituiti da un propulsore diesel Rolls-Royce/Perkins erogante la potenza di 1 200 hp.

## Impiego operativo

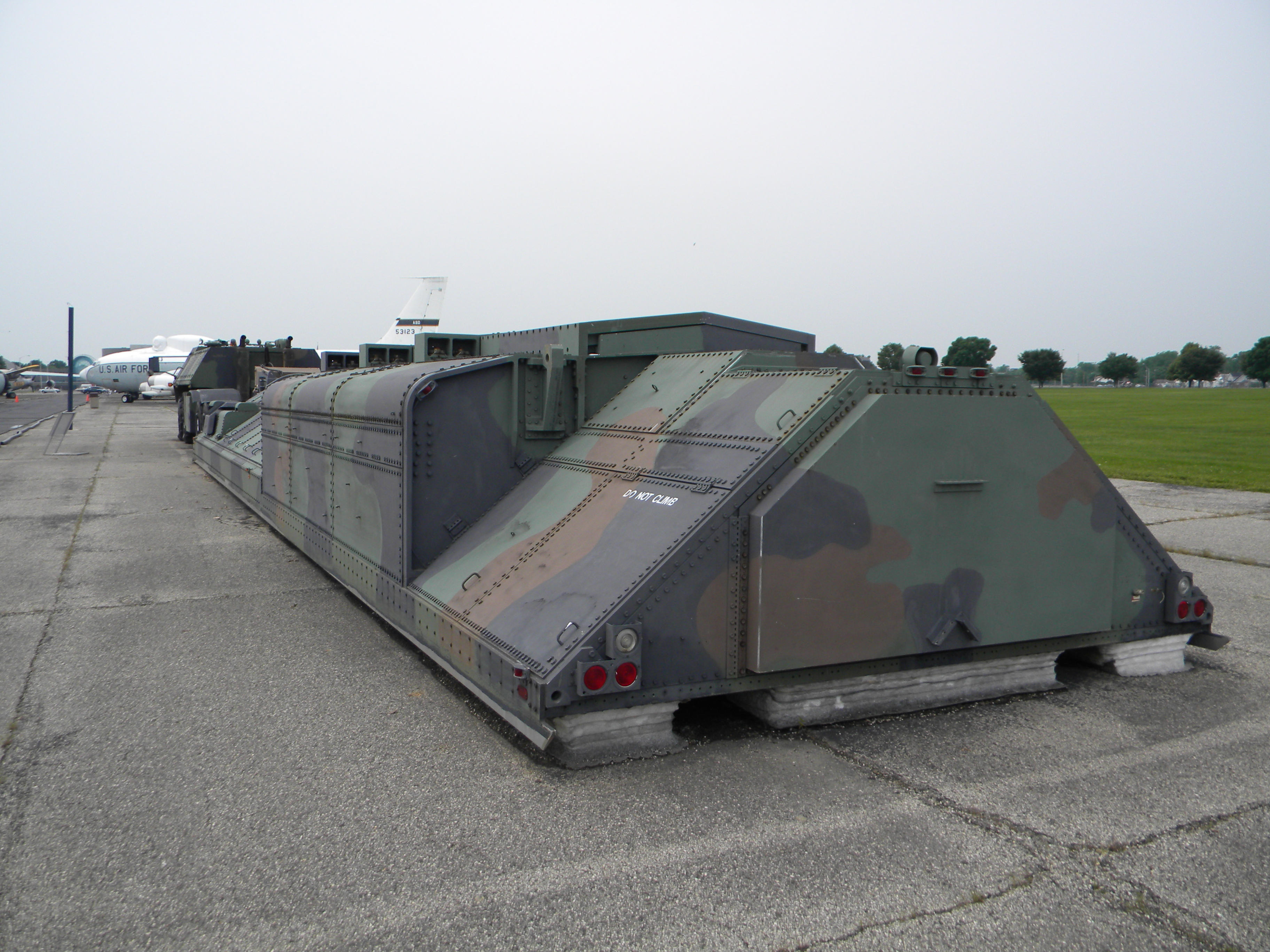
Vista posteriore del veicolo lanciatore HML.

La questione secondaria, ma non meno importante, che si presentò alla Commissione "Scowcroft" fu dove posizionare i missili una volta realizzati. Negli Stati Uniti milioni di ettari di terreno erano controllati dai militari, sia nell'ovest che nel sud-ovest del paese, e potevano offrire la massima sopravvivenza al sistema d'arma. Inoltre mantenere i veicoli lanciatori presso i centri di controllo lancio dei missili LGM-30 Minuteman faceva sì che si potessero realizzare importanti economie nella realizzazione delle infrastrutture. Questo piano venne successivamente rettificato per poter basare i veicoli lanciamissili nei siti dei silos di lancio. In caso di minaccia di guerra i lanciatori sarebbero stati portati fuori e dispersi sulle strade secondarie di tutto il paese.
L'entusiasmo per il programma all'interno dell'Amministrazione Reagan diminuì negli anni successivi. Nel 1988 il programma sfuggì alla cancellazione a causa della riduzione dei fondi, infatti il Congresso non garantì mai i necessari fondi per lo sviluppo sia dei missili lanciati da carri ferroviari che da veicoli stradali. Il programma SICMB fu comunque mantenuto in vita, in gran parte a causa delle pressioni esercitate sul Congresso, e sia per il desiderio di mantenere aperte le future opzioni strategiche. Anche se il futuro del programma era oggetto di continua discussione, il SICBM effettuò il suo primo lancio di prova dalla base di Vandenberg l'11 maggio 1989 ma il risultato fu un parziale fallimento, ed il missile dovette essere distrutto dopo 70 secondi dal lancio a causa di un malfunzionamento del terzo stadio. Nonostante ciò vennero comunque raccolti molti dati utili al prosieguo delle sperimentazioni, ed il secondo lancio di prova, effettuato il 18 aprile 1991, ebbe pieno successo. Il missile lanciato a freddo dalla Vandenberg AFB raggiunse il suo obiettivo posto sul Test Range dell'isola Kwajalein, nell'Oceano Pacifico, a 7 300 km di distanza. Erano previsti in totale 16 lanci di prova, ma nessuno dei successivi quattordici ebbe luogo.
A causa della fine della guerra fredda, così come tanti altri nuovi programmi relativi ad armi nucleari degli Stati Uniti, lo sviluppo del missile SICBM fu sospeso dal Presidente George H. W. Bush nel settembre 1991, dopo la firma del trattato START-1 con l'Unione Sovietica, avvenuta il 31 luglio dello stesso anno e definitivamente cancellato nel gennaio del 1992. L'equivalente sovietico del missile MGM-134 era l'RSS-40 Kuryer, che venne anch'esso testato, ma il cui sviluppo finì annullato nell'ottobre del 1991.

### Il sistema di lancio mobile HML

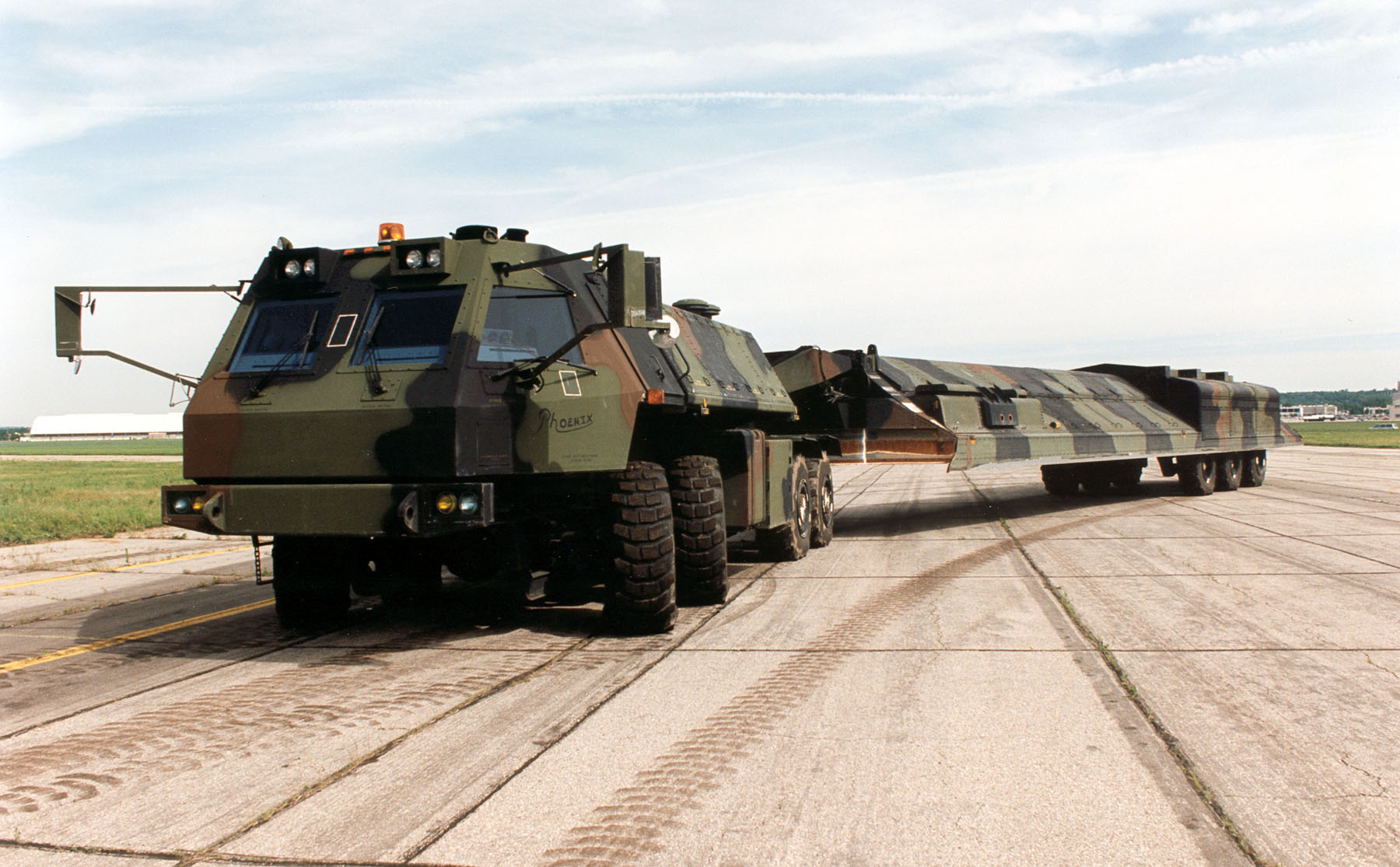
Hard Mobile Launcher

Il veicolo per il lancio del missile Midgetman venne designato Hard Mobile Launcher (HML). Secondo i piani operativi la maggior parte di essi doveva normalmente rimanere posizionata sulle basi di schieramento, ed essere dispiegata solamente durante le crisi internazionali in cui la guerra nucleare era considerata più probabile. Furono assegnati contratti di produzione dei prototipi del lanciatore rispettivamente alla Martin Marietta (cingolato) e alla Boeing (su gomma).
Entrambi i competitori utilizzarono il concetto di un segmento trasporto missile separato dal trattore ed attaccato ad un veicolo di traino. In caso di imminente attacco nucleare la sezione missile veniva disinnestata dal corpo principale ed abbassata al suolo. Tale sezione disponeva di un aratro idraulico con cui si ancorava al suolo per impedire che venisse capovolta dalla pressione dei gas di lancio. La sezione trasporto missile doveva essere capace di resistere al possibile ribaltamento generato dai forti venti dell'onda d'urto dovuti a un'esplosione nucleare ravvicinata, così come alle temperature, alle radiazioni ed agli impulsi EMP. Il trattore era attrezzato per operazioni chiuse in ambiente NBC (Nucleare, Batteriologico, Chimico), e doveva rimanere operativo fino a che non fosse passato il peggiore degli effetti dovuti ad un'esplosione nucleare ravvicinata. Dovevano essere utilizzati centri di controllo del lancio mobili separati, e per massimizzare la capacità di sopravvivenza i missili potevano essere comandati anche dai centri fissi e dagli aerei ABCP (Air Borne Command Post). Modelli in scala degli HML vennero sottoposti a esplosioni convenzionali per simulare gli effetti delle esplosioni nucleari nelle vicinanze dei veicoli.
Nel corso del 1987, avvennero le prove comparative dei progetti relativi ai veicoli Boeing e Caterpillar, i due principali concorrenti, sulla Malmstrom AFB, Montana. Al termine delle prove militari venne prescelto per la costruzione in serie il veicolo ruotato Boeing.
Il programma di sviluppo vide la realizzazione di un Engineering Test Unit (ETU) del camion lanciatore mobile, resistente alle radiazioni, progettato per trasportare e lanciare il missile. Il veicolo poteva raggiungere una velocità di 55 miglia orarie su strada, ma poteva viaggiare tranquillamente anche fuori strada. Il mezzo era in grado di utilizzare il rimorchio montato come aratro per scavare una postazione di lancio interrata, che sfruttava la terra rimossa come protezione aggiuntiva ad un'esplosione nucleare eventualmente avvenuta nelle vicinanze.
La combinazione trattore-lanciatore ETU pesava 239 000 libre, e disponeva di una capacità di traino pari a 80 000 lb. Era alimentato da un motore diesel Rolls-Royce Perkins erogante 1 200 hp, che azionava tutte le otto ruote del trattore tramite un sistema di trasmissione elettro-idraulico. L'ETU fu progettato e costruito dalla Boeing Aerospace & Electronics, coadiuvata dalla Loral Defense Systems Division. Il prototipo fu consegnato all'US Air Force nel dicembre 1988 e sottoposto a test sulla Malmstrom AFB fino al 1991.

### Il concetto operativo della casualità

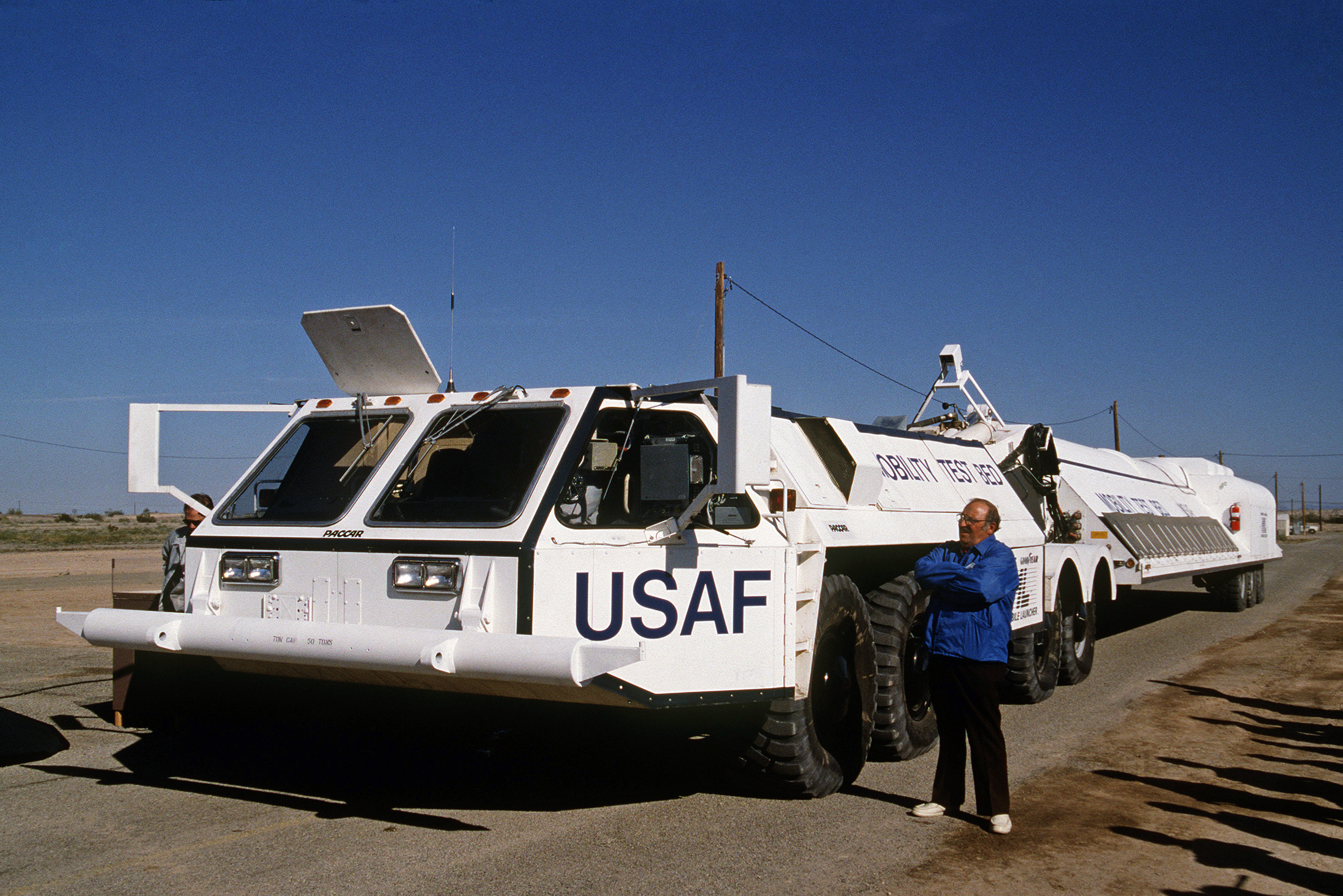
Prototipo costruito dalla Boeing dello Small ICBM Hard Mobile Launcher, testato sullo Yuma Proving Grounds.

Le origini del programma relativo al missile MGM-134 Midgetman si possono far risalire allo studio STRAT-X, presieduto dal generale Maxwell D. Taylor, e commissionato dall'allora Segretario di Stato alla Difesa Robert McNamara il 1º novembre 1966..
Alla termine degli studi, nel luglio 1967, la commissione redasse una relazione contenuta in una ventina di volumi, che riguardava non meno di 125 diverse idee per sistemi missilistici futuri, nove dei quali vennero esaminate in dettaglio. Dei nove sistemi futuri di armi, cinque erano terrestri, ed uno di questi era denominato Land Mobile e prevedeva un sistema di camion trasportatori che viaggiassero su strada ad una velocità di 35 miglia all'ora (56 km/h) costantemente dentro un sistema viario dedicato e tortuoso di 65 000 miglia quadrate (170 000 km²) del suolo pubblico.
Il concetto operativo iniziale prevedeva la strategia del movimento casuale dei veicoli giorno per giorno all'interno di una zona di dispiegamento, grande abbastanza per complicare all'ipotetico nemico la pianificazione e l'acquisizione del bersaglio.
- Durante i periodi di aumento della tensione i lanciatori HML erano dispersi su una superficie che raddoppiava approssimativamente giorno per giorno l'area di spiegamento ("command dispersal"). Queste aree erano contenute interamente all'interno delle terre federali esistenti, appartenenti sia al Dipartimento della Difesa che alle installazioni del Dipartimento dell'Energia, aree su cui è limitato l'accesso del pubblico. Questo concetto operativo era in linea con la relazione Scowcroft, che dichiarava ... in questo contesto, il dispiegamento di un piccolo ICBM a testata singola su lanciatori mobili corazzati è di particolare interesse perché potrebbe consentire il dispiegamento in tempo di pace su aree limitate riservate ai militari.[20]
- Quando vi era il diretto ordine da parte dello Strategic Air Command i lanciatori HML, per aumentare la loro sopravvivenza, potevano disperdersi su aree più grandi, anche in terre accessibili al pubblico ("attack dispersal"). Considerando le minacce previste e i requisiti di progettazione degli Hard Mobile Launcher, l'area sufficiente per evitare un attacco a sorpresa era fissata su una media di 8 chilometri quadrati. Un minimo di 16 chilometri quadrati per singolo HML erano necessarie per la dispersione durante i periodi di aumento della tensione (command dispersal).

Le previste Main Operating Base dovevano possedere ulteriori caratteristiche, oltre a quelle richieste dal supporto al sistema HML. Per gli HML in movimento casuale, ad esempio, la MOB doveva contenere attività interne di supporto logistico, abitazioni delle famiglie del personale, posto di cambio del personale in servizio sugli HML, commissariato, strutture sanitarie, ed attività di supporto amministrativo. Per l'identificazione delle basi candidate a divenire Main Operating Base venivano considerate la qualità della vita del personale della base e l'efficienza nelle operazioni di manutenzione. Un raggio di azione di circa 50 miglia dalla principale MOB al più vicino punto candidato a divenire Deployment Installation era auspicabile per mantenere efficienti le operazioni nella zona di dispiegamento. Le principali stime elaborate indicavano in un minimo di 40 gli HML che dovevano essere mantenuti in efficienza operativa da ogni singola MOB.
In seguito al dibattito sull'opportunità di dispiegare i missili LGM-118 Peacekeeper su vagoni ferroviari vennero compiuti alcuni esperimenti su carri lanciatori basati sulla Warren AFB tra il 1988 ed il 1989. Nello stesso ambito vennero considerate alcune alternative al lancio degli MGM-134A Midgetman dai veicoli lanciatori Boeing HML. Tra le molte proposte quelle che furono prese in considerazione riguardavano:
- ritorno al lancio da silos interrati corazzati costruiti secondo specifiche molto più dure rispetto ai precedenti[23].
- mantenere il sistema di lancio mobile (Hard Mobile Launcher), aumentando le capacità di sopravvivenza dello stesso alle radiazioni, alle EMP, ed agli altri effetti di un'esplosione nucleare ravvicinata.

Quest'ultima soluzione fu quella preferita dai tecnici militari.
Nel tentativo salvaguardare il progetto e contenere i costi, nell'ultimo periodo del programma venne abbandonata l'opzione del lancio da veicolo stradale, e venne prevista l'installazione dei missili nei silos di lancio dei missili LGM-30F Minuteman II che dovevano essere radiati per fine vita operativa, ma neanche questo estremo tentativo valse a mantenere in vita il programma.

## Utilizzatori
Stati Uniti
- United States Air Force

### Periodici
- USAF Awards Initial Contracts for Small ICBM Missile Project, Aviation Week & Space Technology January 23, 1984 p. 22-23 1 illustration
- Bruce A. Smith, USAF, Contractors Defining Small ICBM, Aviation Week & Space Technology February 6, 1984 p. 54-55 1 illustration
- Clarence A. Robinson, Jr., Parallel Programs Advanced Small ICBM, Aviation Week & Space Technology March 5, 1984 p. 14-16 4 illustrations
- USAF Awards Small ICBM Launcher Contract, Aviation Week & Space Technology January 28, 1985 p. 19
- Aerojet Test-Fires Small ICBM Second-Stage Rocket Motor, Aviation Week & Space Technology March 4, 1985 p. 14 1 illustration
- Martin Marietta Wins Midgetman Awar, Aviation Week & Space Technology July 8, 1985 p. 22
- Robert R. Ropelewski, USAF Awards Three Contracts For Small ICBM Launch Control, Aviation Week & Space Technology July 22, 1985 p. 19-20
- Brendan M. Greeley, Jr., Caterpillar, Martin Marietta Roll Out Prototype Hard Mobile ICBM Launcher, Aviation Week & Space Technology September 16, 1985 p. 24-25 2 illustrations
- Cecilia Preble. Boeing/Goodyear Roll Out Mobile Launcher Test Vehicle, Aviation Week & Space Technology September 30, 1985 p. 23-24 2 illustrations
- Hard Mobile Launcher Designed To Transport Midgetman Missile, Aviation Week & Space Technology October 28, 1985 p. 80 4 illustrations
- USAF Cites Improved Silo Hardness Capability, Aviation Week & Space Technology October 28, 1985 p. 85
- Air Force Considers Missile Collocation, Aviation Week & Space Technology November 18, 1985 p. 24
- John D. Morrocco. Reagan Will Pursue Rail-Based MX, Full-Scale Midgetman Development, Aviation Week & Space Technology January 5, 1987 p. 20-21 1 illustration
- USAF Tests Midgetman Second Stag, Aviation Week & Space Technology February 2, 1987 p. 18 1 illustration
- John D. Morrocco.Defense Official Challenges Continuing SICBM Development, Aviation Week & Space Technology March 16, 1987 p. 18-19
- Bruce A. Smith. USAF Plans Single Launch Control Facility for First Small ICBM Force, Aviation Week & Space Technology May 18, 1987 p. 47-48 2 illustrations
- Morton Thiokol Fires SICBM in Static Test, Aviation Week & Space Technology June 1, 1987 p. 19
- Data Show Guidance System Was Trying to Stabilize SICBM, Aviation Week & Space Technology May 22, 1989 p. 25 1 illustration
- SICBM Hard Mobile Launcher Completes Winter Road, Shock Test, Aviation Week & Space Technology July 13, 1987 p. 25 1 illustration
- David F. Bond. USAF Extends SICBM Contracts In Face of Test, Budget Hurdle, Aviation Week & Space Technology July 10, 1989 p. 23-24
- Giorgio S. Frankel. Nucleare addio, Aeronautica e Difesa N.46/47, agosto-settembre 1990 p. 48-51.
- Brian Green. The Math of Midgetman, Air Force Magazine July 1990 p. 20
- Bonsignore, Ezio. Il principio della fine, o la fine del principio?, Rivista Italiana Difesa Anno XI N.2, febbraio 1992 p. 68-78.